# 帕斯特拉纳
帕斯特拉纳，是西班牙卡斯蒂利亚-拉曼恰瓜达拉哈拉省的一个市镇。总面积96平方公里，总人口1056人（2001年），人口密度11人/平方公里。